# Ralph Rotte
Ralph Rotte (* 30. April 1968 in Warendorf) ist seit 2001 Universitätsprofessor für Politikwissenschaft am Institut für Politische Wissenschaft der RWTH Aachen.
Rotte studierte Politikwissenschaft mit dem Schwerpunkt Internationale Politik und Neueste Geschichte an der Hochschule für Politik München (Diplom 1991) sowie Volkswirtschaftslehre und Empirische Ökonometrie an der Universität München (Diplom 1993). Er promovierte (1995) und habilitierte (2001) an der Universität der Bundeswehr München.
Nach dem Abschluss seines Studiums arbeitete Rotte 1993 zunächst als Analyst am European Center for International Security (EUCIS) in Starnberg, bevor er von 1993 bis 1998 am Lehrstuhl für Volkswirtschaftslehre von Klaus F. Zimmermann an der Universität München als wissenschaftlicher Mitarbeiter tätig war. Dort befasste er sich insbesondere mit Fragen der empirischen Wirtschaftsforschung sowie Arbeitsmarkt- und Migrationspolitik und arbeitete u. a. mit Christoph M. Schmidt und Thomas K. Bauer zusammen. Ab 1997 war er zugleich Lehrbeauftragter für Politikwissenschaft/Internationale Beziehungen an der Fakultät für Sozialwissenschaften der Universität der Bundeswehr München (bis 2001). Dort promovierte er 1995 am Lehrstuhl für Internationale Politik und Völkerrecht von Jürgen Schwarz, wo er von 1999 bis 2000 im Rahmen eines Stipendiums der DFG (Deutsche Forschungsgemeinschaft) auch an seiner Habilitationsschrift arbeitete, welche u. a. von Werner Link begutachtet wurde. Von 2000 bis 2001 leitete Rotte das Referat für Politische Ökonomie und Internationale Wirtschaftsbeziehungen der Akademie für Politik und Zeitgeschehen der Hanns-Seidel-Stiftung in München. 2001 erfolgte der Ruf auf eine Universitätsprofessur für Politische Wissenschaft (seit 2017 für Internationale Beziehungen) an der RWTH Aachen, wo er zunächst als Professurvertreter wirkte und seit September 2001 als Professor fungiert.
Rotte war von 1997 bis 2001 Research Affiliate des Centre for Economic Policy Research (CEPR) in London. Er ist seit 1998 Research Fellow des IZA (Forschungsinstitut zur Zukunft der Arbeit) in Bonn, wo er im gleichen Jahr auch Gastwissenschaftler und Lehrbeauftragter an der Universität Bonn war.
Rottes Interessen in Forschung und Lehre liegen in den Bereichen Außen- und Sicherheitspolitik westlicher Demokratien, empirisch-historische und politökonomische Kriegs- und Konfliktforschung, Strategische Studien, Internationale Politische Ökonomie und Wirtschafts-/Finanzpolitik im europäischen und internationalen Kontext, Defence Economics, transnationale Migration und internationale Migrationspolitik sowie internationale Beziehungen des Heiligen Stuhls. Größere Projekte seiner Drittmittelforschung wurden bislang u. a. von der Europäischen Union (European Science Foundation/Europäische Wissenschaftsstiftung) und der German-Israeli Foundation for Scientific Research and Development (internationales Projekt Labour Demand, Education and the Dynamics of Social Exclusion, Laufzeit: 1998–2001), der Deutschen Forschungsgemeinschaft (Ökonomische Globalisierung, kulturelle Divergenz und der Liberale Frieden, 1999–2000) und dem Bundesministerium der Verteidigung (Militärpolitische und -strategische Implikationen des Klimawandels aus deutscher Sicht, 2010–2011; Bestimmungsfaktoren des Verhältnisses von Bundeswehr und Gesellschaft, 2014–2016) finanziert.
Die Publikationen Rottes umfassen rund 15 Monographien und herausgegebene Bücher, etwa 30 Aufsätze in Sammelbänden und ca. 70 Aufsätze in deutsch- und englischsprachigen Zeitschriften, darunter internationalen Journals wie Journal of Conflict Resolution, Public Choice, Defence and Peace Economics, International Migration Review, European Journal of International Relations, Strategic Studies Quarterly, African Security Review, Journal of Population Economics, Review of Development Economics oder Journal of Applied Econometrics.

## Publikationen (Auswahl)
- Das internationale System zwischen Globalisierung und Regionalisierung. Nomos, Baden-Baden 1996, ISBN 3-7890-4182-3.
- Vom „Zwiespalt der Kulturen“ zum „Clash of Civilizations“. ars et unitas, Neuried 2002, ISBN 3-936117-30-6.
- mit Peter Stein (Hrsg.): Migration Policy and the Economy: International Experiences. ars et unitas, Neuried 2002, ISBN 3-936117-31-4.
- mit Tanja Sprungala (Hrsg.): Probleme und Perspektiven der Europäischen Sicherheits- und Verteidigungspolitik (ESVP). LIT, Münster 2004, ISBN 3-8258-7391-9.
- als Hrsg.: International Perspectives on Education Policy. Nova Science Publishers, New York 2006, ISBN 1-60021-093-7.
- mit Christoph Schwarz (Hrsg.): International Security and War. Politics and Grand Strategy in the 21st Century. Nova Science Publishers, New York 2011, ISBN 978-1-61668-417-4.
- mit Martin Steininger: Wahlergebnisse im Freistaat Bayern. Die strukturellen Einflussfaktoren seit 2002. LIT, Berlin 2012, ISBN 978-3-643-11826-4.
- Paraguays „Großer Krieg“ gegen die Tripel-Allianz 1864–1870. epubli, Berlin 2014, ISBN 978-3-7375-0579-6.
- Die Außen- und Friedenspolitik des Heiligen Stuhls. Eine Einführung. 2., vollständig überarbeitete Auflage. VS-Verlag für Sozialwissenschaften, Wiesbaden 2014, ISBN 978-3-531-14998-1.
- Krieg und Wirtschaft. Beiträge zur Politischen Ökonomie von Kriegführung und Kriegswirkung. epubli, Berlin 2017, ISBN 978-3-7375-2681-4.
- Vom "Command of the Sea" zur "Risikoflotte". Grundaspekte der Marinestrategie und die Frage maritimer Sicherheit vor 1914. epubli, Berlin 2017, ISBN 978-3-7450-7068-2.
- Finanzreformen im Vatikan. Gesammelte Beiträge zum Umbau des kurialen Wirtschaftssystems unter Benedikt XVI. und Franziskus. epubli, Berlin 2017, ISBN 978-3-7450-3392-2.
- Das Phänomen Krieg. Eine sozialwissenschaftliche Bestandsaufnahme. Springer VS, Wiesbaden 2019, ISBN 978-3-531-15505-0.